# Malaclemys terrapin
La tartaruga dal dorso di diamante (Malaclemys terrapin (Schoepff, 1793), anche nota come tartaruga guscio di diamante o terrapin, è una specie di tartaruga acquatica originaria delle paludi salmastre costiere del nordest e del sud degli Stati Uniti d'America e delle Bermuda. Si tratta dell'unica specie del genere Malaclemys, ed ha uno degli areali più vasti di tutte le tartarughe del Nord America, estendendosi a sud fino alle Florida Keys e a nord fino a Capo Cod.
Il nome "terrapin" deriva dalla parola algonchina torope, nome con cui viene indicata sia in inglese britannico che in inglese americano. Il nome originariamente era usato dai primi coloni europei in Nord America per descrivere queste tartarughe d'acqua salmastra che non abitavano né gli habitat di acqua dolce né in mare. Mantiene questo significato primario nell'inglese americano. Nell'inglese britannico, tuttavia, altre specie di tartarughe semi-acquatiche, come la tartaruga dalle orecchie rosse, potrebbero anche essere chiamate terrapin.

## Descrizione

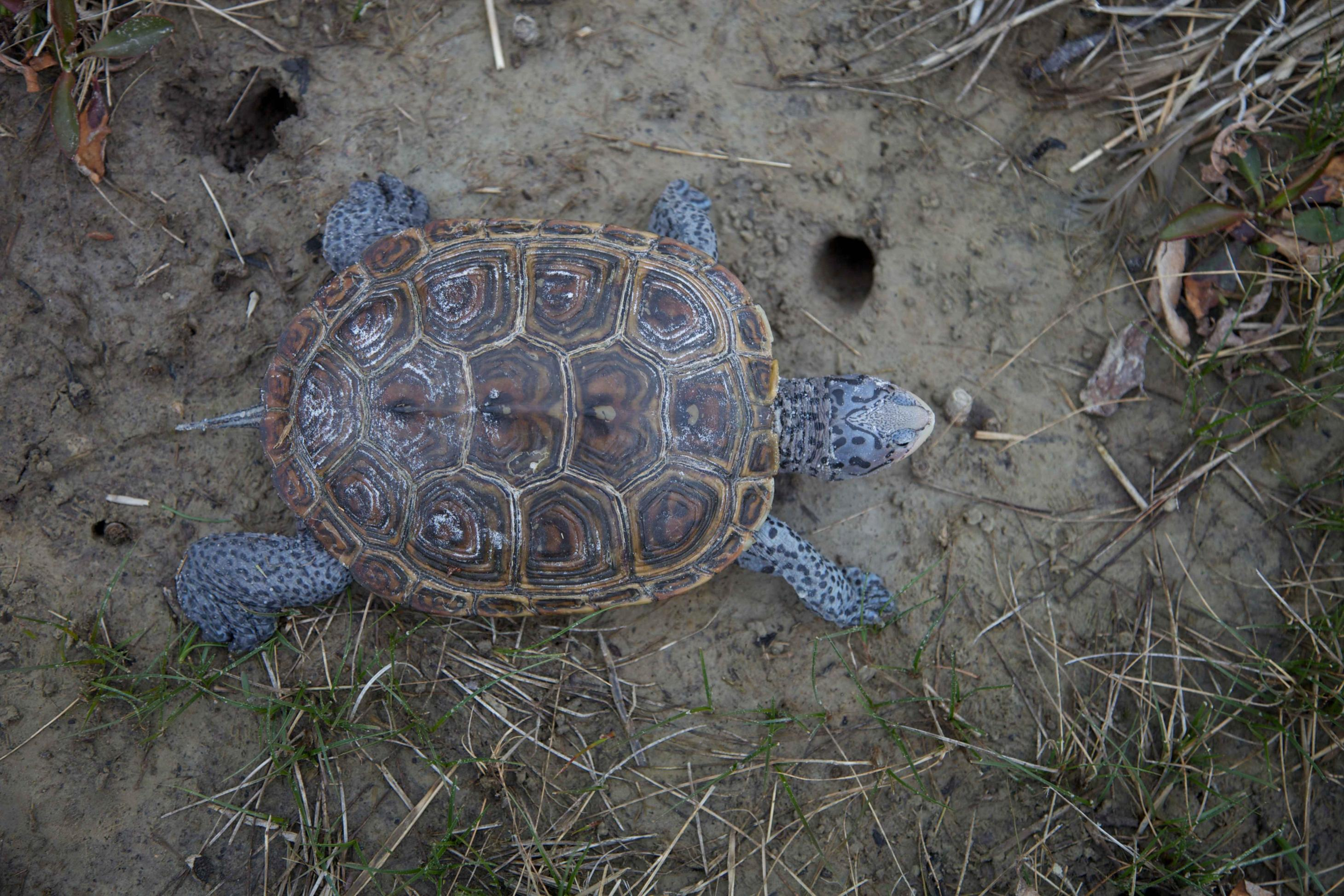
Il motivo a diamante del guscio

Questa tartaruga prende il nome dal motivo a rombi presente sul suo guscio, sebbene il motivo e la colorazione complessivi varino notevolmente da individuo ad individuo. Il guscio è solitamente più largo nella parte posteriore che nella parte anteriore e dall'alto appare di forma ovale. La colorazione del guscio può variare dal marrone al grigio, i motivi e i disegni essere di colore grigio, marrone, giallo o bianco, mentre la pelle del corpo è quasi sempre grigio chiaro, con macchie nere lungo tutto il corpo esposto. Tutti gli esemplari hanno uno schema unico di macchie nere ondulate sul corpo e sulla testa. Come tutte le tartarughe d'acqua dolce ha larghi piedi palmati. La specie è sessualmente dimorfica in quanto i maschi raggiungono una lunghezza del carapace di circa 13 centimetri (5,1 pollici), mentre le femmine raggiungono una lunghezza media del carapace di circa 19 centimetri (7,5 pollici), sebbene siano in grado di raggiungere dimensioni anche maggiori. La femmina più grande mai registrata era di poco più di 23 centimetri (9,1 pollici) di lunghezza del carapace. Gli esemplari provenienti da regioni con temperature costantemente più calde tendono ad essere più grandi di quelli provenienti da aree più fredde e settentrionali. I maschi pesano in media 300 grammi (11 once), mentre le femmine pesano circa 500 grammi (18 once). Le femmine più grandi possono pesare fino a 1 kg (35 once).

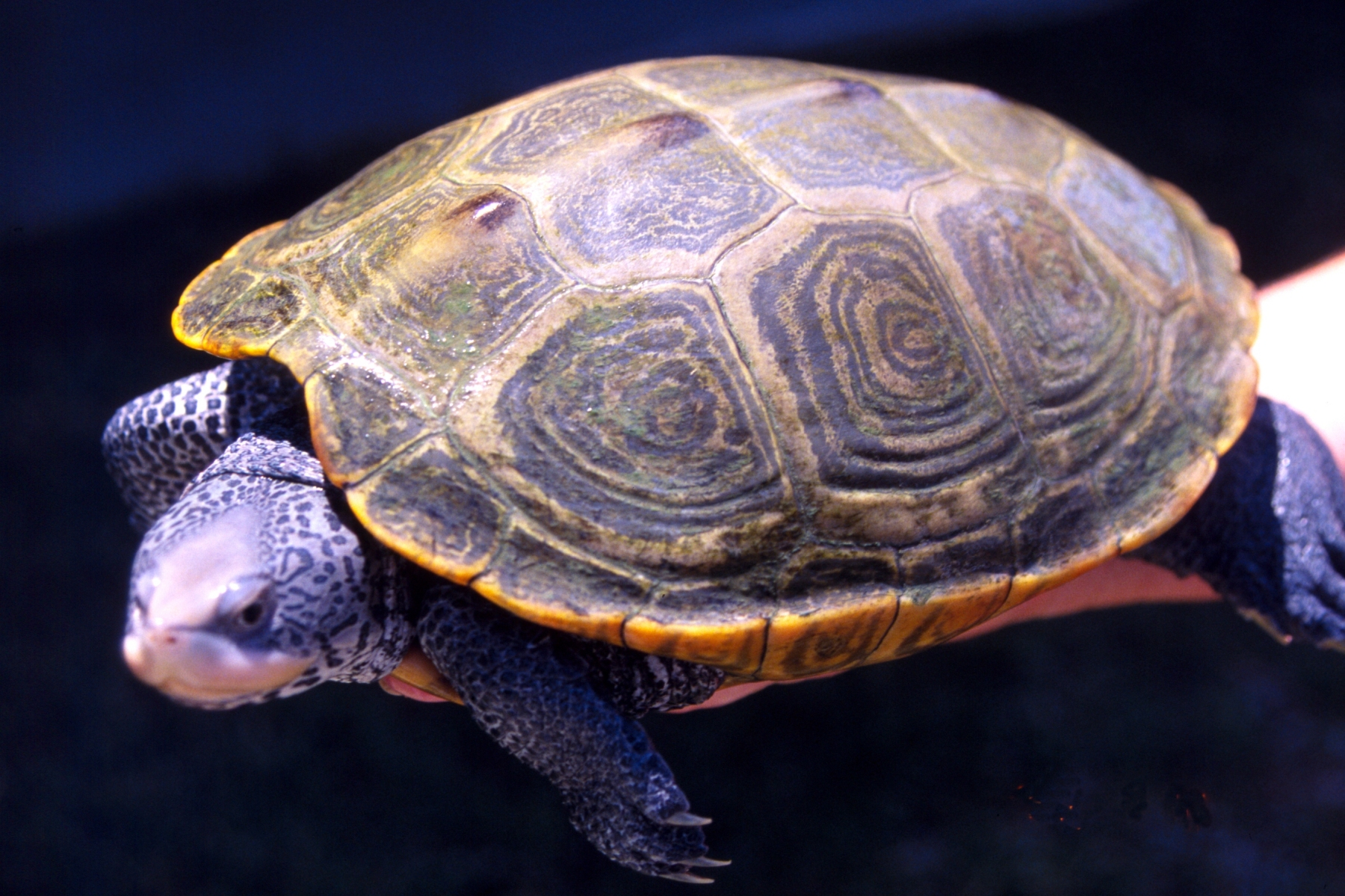
Femmina adulta

Le tartarughe dal guscio di diamante somigliano molto alle altre tartaruga d'acqua dolce, ma contrariamente a quest'ultime che vivono in ambienti d'acqua dolce come fiumi, laghi e torrenti, le dorso di diamante si è ben adattata agli ambienti marini vicino alla costa, e presentano diversi adattamenti che consentono loro di sopravvivere a diversi livelli di salinità. Possono vivere in piena acqua salata per lunghi periodi, e la loro pelle è in gran parte impermeabile al salino. Le tartarughe dal dorso di diamante possiedono le ghiandole lacrimali del sale, non presenti nei loro parenti, che vengono utilizzate principalmente quando la tartaruga è disidratata. Possono distinguere tra acqua potabile di diversa salinità. Le tartarughe mostrano anche comportamenti insoliti e specializzati per ottenere acqua dolce, incluso bere lo strato superficiale d'acqua dolce che può accumularsi sopra l'acqua salata durante le piogge e alzare la testa verso il cielo con la bocca aperta per catturare le gocce di pioggia che cadono.
Queste tartarughe sono forti nuotatori, che usano le larghe zampe palmate posteriori per darsi la spinta in acqua. Come i loro parenti (Graptemys), hanno mascelle forti per schiacciare i gusci delle prede, come vongole e lumache. Ciò è particolarmente vero per le femmine, che hanno mascelle più grandi e muscolose rispetto ai maschi.

### Sottospecie
Sono riconosciute sette sottospecie, compresa la sottospecie nominale.
- M. t. centrata (Latreille, 1801) – tartaruga dal dorso di diamante della Carolina (Georgia, Florida, Carolina del nord, Carolina del sud)[2]
- M. t. littoralis (Hay, 1904) – tartaruga dal dorso di diamante del Texas (Texas)[2]
- M. t. macrospilota (Hay, 1904) – tartaruga dal dorso di diamante ornata (Florida)[2]
- M. t. pileata (Wied, 1865) – tartaruga dal dorso di diamante del Mississippi (Alabama, Florida, Louisiana, Mississippi, Texas)[2]
- M. t. rhizophorarum Fowler, 1906 – tartaruga dal dorso di diamante delle mangrovie (Florida)[2]
- M. t. tequesta Schwartz, 1955 – tartaruga dal dorso di diamante della Florida orientale (Florida)[2]
- M. t. terrapin (Schoepff, 1793) – tartaruga dal dorso di diamante settentrionale (Connecticut, Delaware, Maryland, Massachusetts, New Jersey, New York, Carolina del nord, Rhode Island, Virginia)[16]

La popolazione isolata delle Bermuda, che sembrerebbero essere arrivate alle Bermuda da sole piuttosto che introdotte dagli esseri umani, non è stata ancora ufficialmente assegnata a una sottospecie, ma, sulla base di mtDNA, sembra sia strettamente legata alla popolazione dalla Carolina.

## Distribuzione e habitat
Le tartarughe dal dorso di diamante vivono in una striscia molto ristretta di habitat costieri sulle coste atlantiche e del golfo degli Stati Uniti, dall'estremo nord fino a Capo Cod, Massachusetts, fino alla punta meridionale della Florida e intorno alla costa del Golfo fino al Texas. Nella maggior parte del loro areale, queste tartarughe vivono nelle paludi di Spartina che vengono regolarmente allagate dall'alta marea, mentre in Florida vivono anche nelle paludi di mangrovie. Questa tartaruga può sopravvivere sia nell'acqua dolce che nell'acqua oceanica, ma gli adulti preferiscono le salinità intermedie. Nonostante la sua preferenza per l'acqua salata, non è una vera tartaruga marina e non è completamente acquatica. Il loro particolare habitat fa sì che non subiscano la concorrenza da parte di altre tartarughe, anche se le tartarughe azzannatrici fanno occasionalmente uso delle paludi salate. Non è chiaro il motivo per cui le dorso di diamante non abitino i corsi dei fiumi all'interno del loro areale, soprattutto perché in cattività tollerano facilmente l'acqua dolce. È possibile che siano limitati dalla distribuzione delle loro prede. Le tartarughe dal dorso di diamante vivono abbastanza vicino alla costa, a differenza delle tartarughe marine, che vivono in mare aperto; tuttavia, è stato determinato che una popolazione di tartarughe delle Bermuda si è auto-stabilita su queste isole piuttosto che essere introdotta dagli umani, il che significa che almeno una piccola popolazione abbia attraversato il mare per raggiungere queste isole. Queste tartarughe tendono a vivere nelle stesse aree per la maggior parte o per tutta la loro vita e non effettuano migrazioni a lunga distanza.